# Tota da Mércia
Tota (Totta) foi um bispo anglo-saxão do século VIII. Pouco se sabe sobre ele, exceto que era bispo no Reino da Mércia e que esteve, em 747, no Concílio de Clovecho presidido pelo arcebispo Cuteberto da Cantuária.